# Sjoeke Nüsken
Sjoeke Nüsken ([ˈsjoːkə], * 22. Januar 2001 in Hamm) ist eine deutsche Fußballspielerin. Die Mittelfeldspielerin steht beim englischen Erstligisten FC Chelsea unter Vertrag und ist seit 2021 A-Nationalspielerin.

## Karriere

### Länder- und Regionalauswahlen
Bis zu ihrem elften Lebensjahr hatte Nüsken Tennis gespielt, bevor sie sich auf den Fußball konzentrierte. Mit 14 Jahren wurde sie in die U14-Westfalen-Auswahl berufen, für die sie im Länderpokal drei Spiele bestritt. Es folgten acht Spiele für die U16- und vier Spiele für die U18-Westfalen-Auswahl, ebenfalls im Länderpokal. 2017 bestritt sie ein Spiel für die U17 des FSV Gütersloh 2009. Mit einer Ausnahmegenehmigung spielte sie noch bis zum Ende der Saison 2018/19 in der A-Junioren-Landesliga für den SV Westfalia Rhynern.
Ende April 2019 erhielt sie einen Vertrag beim siebenmaligen Meister 1. FFC Frankfurt zur Saison 2019/20. Am 15. September 2019 hatte sie ihren ersten Bundesligaeinsatz im Spiel gegen den FF USV Jena, bei dem sie für Laura Störzel eingewechselt wurde. Am 13. Oktober 2019 stand sie zum ersten Mal in der Startelf der Bundesligamannschaft. Am 27. Oktober 2019 schoss sie ihr erstes Bundesligator mit dem Siegtreffer zum 2:1 beim MSV Duisburg. Im Juli 2020 wurde der 1. FFC Frankfurt in den Verein Eintracht Frankfurt integriert und bildet somit die Frauenfußballabteilung des Vereins.
Zur Saison 2023/24 wechselte Nüsken zum FC Chelsea, bei dem sie einen bis zum 30. Juni 2026 datierten Vertrag unterzeichnete.

### Nationalmannschaft
Nüsken hatte am 28. Oktober 2015 im Alter von 14 Jahren ihr Debüt im Nationaltrikot: Beim 5:1-Sieg der U15-Nationalmannschaft gegen Schottland wurde sie in der 52. Minute eingewechselt. Zwei Tage später stand sie gegen den gleichen Gegner in der Startelf und erzielte beim 6:0-Sieg in der ersten Spielminute ihr erstes Tor.
Im Juli 2016 nahm sie mit der U16-Nationalmannschaft am Nordic Cup teil und erreichte den zweiten Platz hinter Norwegen. Dabei erzielte sie beim 9:0 gegen Finnland ein Tor für die U16-Mannschaft.
Am 28. August 2016 hatte sie beim U-17-Vier-Nationen-Turnier in Österreich ihr Debüt in der U17-Nationalmannschaft und erzielte beim 6:0 gegen Rumänien ein Tor. Mit weiteren Siegen gegen die Schweiz und Österreich gewann die deutsche Mannschaft das Turnier. Nach Einsätzen in der EM-Qualifikation nahm sie im Sommer 2017 an der U-17-EM in Tschechien teil. Hier setzte sich Deutschland in der Gruppenphase mit Siegen gegen Spanien (4:1 mit einem Tor von Nüsken zum Endstand), Frankreich (2:1) und Tschechien (5:1) durch, im Halbfinale schlug man Norwegen nach Elfmeterschießen. Im Finale war wieder Spanien der Gegner und nach torlosen 80 Minuten gab es erneut ein Elfmeterschießen. Dieses wurde mit 3:1 gewonnen. Nüsken spielte in allen fünf Spielen jeweils über die volle Distanz. Insgesamt bestritt sie 20 Spiele für die U17-Mannschaft.
Im September 2017 gab sie beim Qualifikationsturnier in Island der ersten Runde für die U19-Europameisterschaft 2018 ihr Debüt in der U19-Mannschaft. Sie wurde beim 8:0 gegen Montenegro und 1:0 gegen Island eingesetzt. Durch einen weiteren Sieg gegen das Kosovo wurde die zweite Runde erreicht. In der zweiten Runde, die im April 2018 mit einem Miniturnier in der Slowakei erfolgreich abgeschlossen wurde, kam sie beim 8:0 gegen die Gastgeberinnen und beim 3:2 gegen England zum Einsatz. Für die im Juli 2018 ausgetragene Endrunde, bei der Deutschland im Finale mit 0:1 gegen Spanien verlor, wurde sie nicht nominiert.
Stattdessen wurde sie am 24. Juli 2018 erstmals in der U20-Mannschaft eingesetzt, die in einem Vorbereitungsspiel auf die U20-WM die Niederlande mit 5:1 besiegte. Bei der WM im August in Frankreich kam sie beim 1:0 im ersten Gruppenspiel gegen Nigeria und beim 2:0 im zweiten Gruppenspiel gegen China, sowie im mit 1:3 gegen den späteren Weltmeister Japan verlorenen Viertelfinale zum Einsatz.
Im Oktober 2018 nahm sie dann nochmals mit der U19-Mannschaft an der ersten Qualifikationsrunde zur U19-Europameisterschaft 2019 teil. Dabei erzielte sie beim 21:0 gegen Estland, dem höchsten Sieg einer deutschen Frauen-Nationalmannschaft, sechs Tore. Zudem erzielte sie beim 6:0 gegen das Kosovo ein und beim 7:0 gegen Nordirland drei Tore. Durch die drei Siege erreichte die Mannschaft die im April 2019 stattgefundene Eliterunde, bei der Deutschland Heimrecht hatte. Nüsken kam in den drei Spielen – gegen Griechenland als Kapitänin – zum Einsatz und steuerte zwei Tore zum Turniersieg bei, mit dem sich die Mannschaft für die Endrunde im Juli in Schottland qualifizierte. Mit 12 Toren war sie beste Torschützin der Qualifikation. Bei der Endrunde konnte sie verletzungsbedingt nicht eingesetzt werden.
Im Dezember 2018 berief sie die neue Bundestrainerin Martina Voss-Tecklenburg für das Wintertrainingslager vom 14. bis 21. Januar 2019 in Marbella erstmals in den Kader der A-Nationalmannschaft. Für die folgenden Länderspiele wurde sie dann nicht berücksichtigt.
Im Oktober 2019 nahm sie mit der U19-Mannschaft an der ersten Qualifikationsrunde zur U19-Europameisterschaft 2020 teil. Sie kam beim Turnier in Portugal bei den drei Siegen zum Einsatz, durch die sich die Mannschaft für die Eliterunde qualifizierte, die im April 2020 stattfinden sollte. Wegen der COVID-19-Pandemie wurde diese aber ebenso abgesagt wie die Endrunde, die in Georgien stattfinden sollte.
Am 21. Februar 2021 wurde sie beim Spiel gegen Belgien in der 73. Minute zu ihrem ersten A-Länderspiel eingewechselt. Ihr erstes A-Länderspieltor erzielte sie am 10. April 2021 beim 5:2-Sieg gegen Australien in der elften Spielminute zur 1:0-Führung.

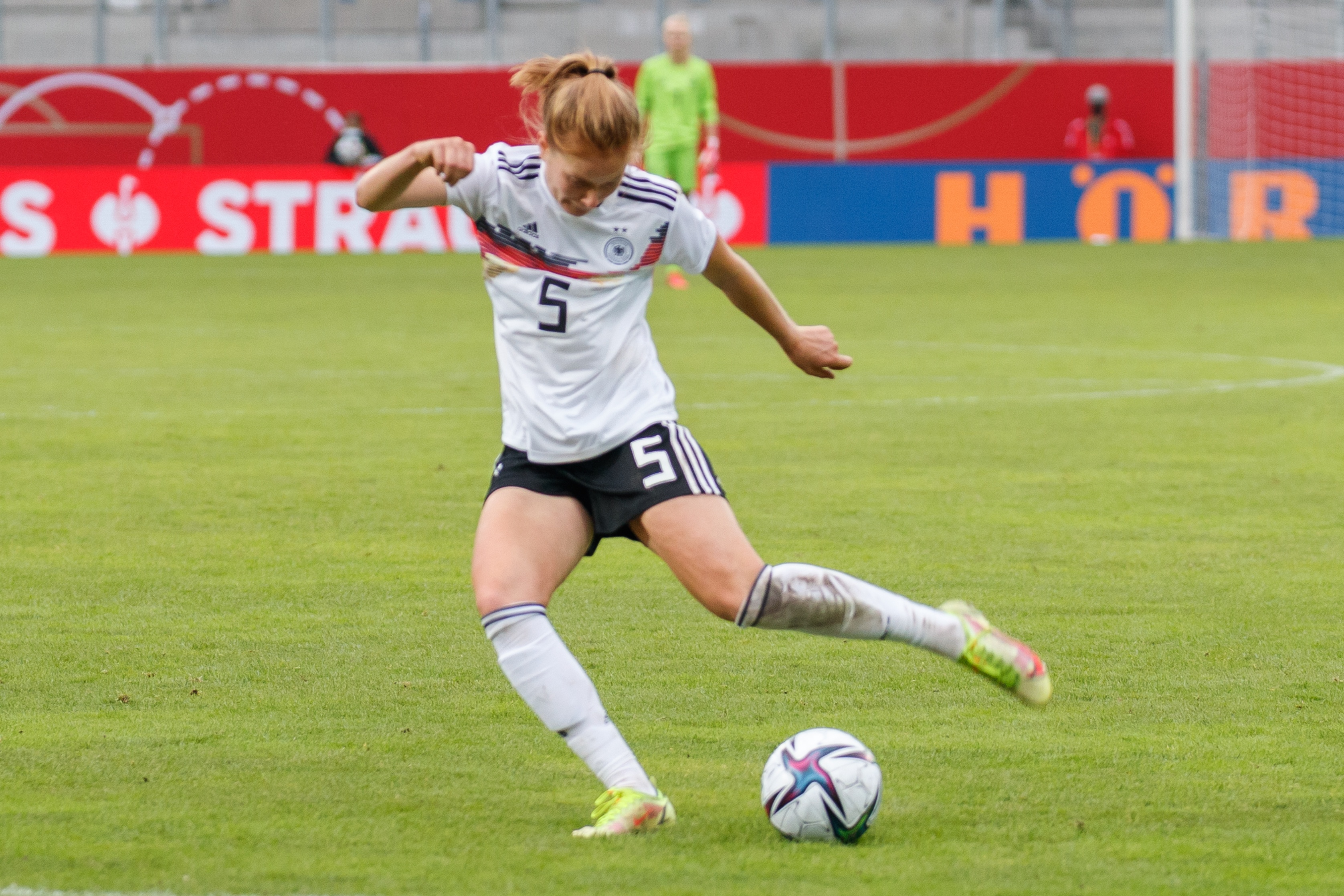
2021 bei einem Länderspiel

Für die WM 2023 wurde sie ebenfalls nominiert. Sie kam nur bei der 1:2-Niederlage gegen Kolumbien zur zweiten Halbzeit zum Einsatz. Die deutsche Mannschaft schied nach der Vorrunde aus.
Sie wurde für die Olympischen Spiele 2024 von Horst Hrubesch in den Kader berufen und bestritt alle sechs Spiele in der Anfangsformation auf der Zehner- oder Sechserposition. Die deutsche Nationalmannschaft verlor im Halbfinale nach Verlängerung gegen die Vereinigten Staaten und gewann dann gegen Spanien die Bronzemedaille.
Bundestrainer Christian Wück berief sie im Juni in den Kader für die Fußball-Europameisterschaft der Frauen 2025. Nach dem Ausfall von Giulia Gwinn beim ersten Gruppenspiel ernannte Wück Nüsken zur stellvertretenden Kapitänin. Nüsken bestritt die ersten vier Spiele und erzielte zwei Tore. Nach einer Gelbsperre konnte sie der Halbfinalniederlage gegen Weltmeister Spanien nur als Zuschauerin beiwohnen.

## Erfolge
- Olympische Bronzemedaille 2024
- U17-Europameisterin 2017
- Englischer Meister 2024, 2025
- FA-Cup-Siegerin 2025
- WSL-Cupsiegerin 2024/25

## Auszeichnungen
- Silbernes Lorbeerblatt: 2024[19]

## Sonstiges
Sjoeke Nüsken war zweimal Deutsche Meisterin im Tennis, 2010 bei den U9-Juniorinnen und 2011 bei den U10-Juniorinnen. Sie spielte beim TV Rot-Weiß Bönen.
Ihre vier Jahre ältere Schwester Hjördis spielte ebenfalls beim FSV Gütersloh 2009: in der B-Juniorinnen-Bundesliga und 2. Frauen-Bundesliga.
Nüsken machte einen Bachelorabschluss in Bauingenieurwesen an der Hochschule RheinMain.